# Baumwipfelpfad Schwarzwald
Le Baumwipfelpfad Schwarzwald (en français, littéralement, chemin dans la canopée de la Forêt-Noire) est un chemin suspendu construit en 2014. Situé dans la commune de Bad Wildbad, à peu près à mi-chemin de Strasbourg et de Stuttgart, il mesure 1 250 mètres de longueur, surplombe le sol d'une hauteur variant entre quatre et vingt mètres, et se termine par une tour d'observation de 38,5 mètres de hauteur.

## Caractéristiques

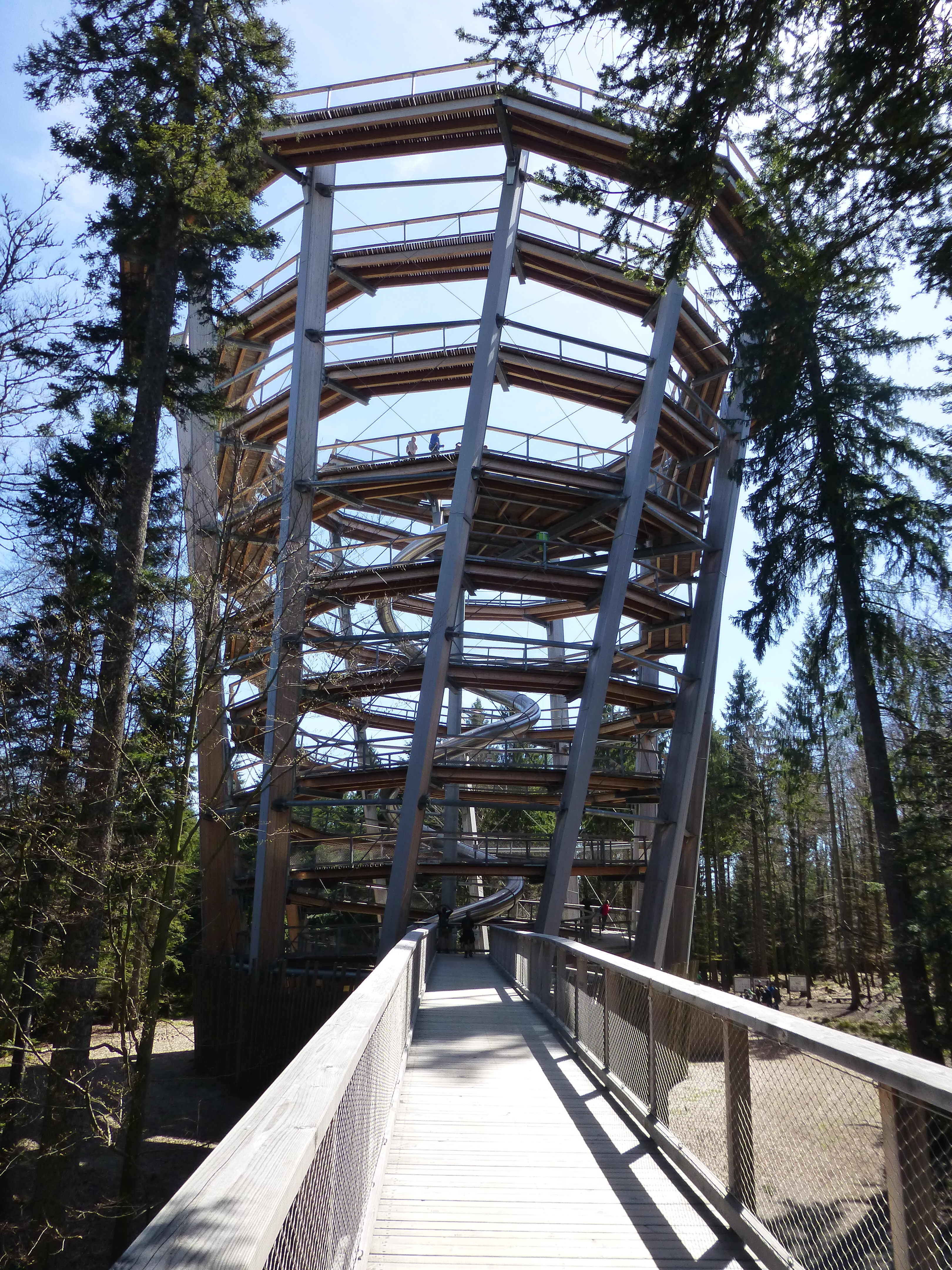
La fin du chemin et la tour d'observation.

Le chemin mesure 1 250 mètres de longueur et est situé environ à 750 mètres d'altitude. La pente maximale de la rampe est de 6%.
Le parcours est à la fois un sentier d'interprétation doté de nombreux panneaux explicatifs sur l'écosystème forestier et un parcours acrobatique en hauteur jalonné d'éléments ludiques.

## Réalisation
Le sentier et la tour sont l'œuvre de la société Erlebnis Akademie AG. C'est l'architecte Joseph Stugger qui en est le concepteur.